# HMS Comus (1878)
Pour les autres navires du même nom, voir HMS Comus.
Le HMS Comus est une corvette de classe Comus de la Royal Navy.

## Construction
La classe Comus qui comprend neuf navires est conçue par Nathaniel Barnaby. Les trois navires construits par Chatham Dockyard diffèrent des six construits par J. Elder & Co. comme le Comus par le fait qu'ils sont gréés en barque, plutôt qu'un gréement de navire complet, et ont des moteurs à 4 cylindres plutôt qu'à 3 cylindres ; ce quatrième cylindre est l'œuvre de la société Humphrys, Tennant and Dykes.

## Histoire
Le 15 septembre 1878, le navire à vapeur britannique City of Mecca heurte le Comus et la barque italienne Cosmopolita dans la Clyde, endommageant les deux navires.
Le Comus est équipé pour la mer à Sheerness et mis en service le 23 octobre 1879 pour le service sur la China Station, sous les ordres du capitaine James East et du premier lieutenant (plus tard contre-amiral) George Neville. En novembre de la même année, il termine encore ses essais. Le navire navigue vers la Chine, mais s'est d'abord vu confier un « service particulier », une recherche du Knowlsey Hall, un voilier en fer dont on n'avait plus entendu parler depuis son départ de Liverpool en mai 1879. Le Comus fouille les îles Crozet et d'autres îles du sud de l'océan Indien. En 1880, le Comus retourne aux îles Crozets afin de déposer une cache de provisions à l'île de la Possession à l'usage des marins naufragés. Le recensement de 1881, qui inclut les navires britanniques en mer, compte des Chinois parmi son équipage. En 1881-1882, le navire se trouve dans le groupe d'îles de Sir Edward Pellew, au large de la côte nord de l'Australie.
Plus tard, en 1882, le Comus traverse l'océan Pacifique jusqu'à San Francisco et se réorganise pour se préparer à emmener le marquis de Lorne, gouverneur général du Canada, et son épouse la princesse Louise, fille de la reine Victoria, en Colombie-Britannique. Une note anonyme menace le navire de destruction si le couple monte à bord, mais les recherches ne donnent rien et le cotre américain USRC Richard Rush escorte la corvette hors du port. Le Comus débarque le couple à Victoria, en Colombie-Britannique, en septembre. Le mois suivant, le Comus porte assistance à deux navires américains en détresse au large de l'île de Vancouver, actions pour lesquelles le capitaine East reçoit une médaille d'or du président des États-Unis. Le Comus ramène le gouverneur général et la princesse à San Francisco en décembre.
En 1884, le Comus rentre en Grande-Bretagne. À son arrivée en 1885, la corvette est réarmée et partiellement reconstruite. Les canons de 7 pouces et les canons de 64 livres aux coins sont retirés, ces derniers sont remplacés par des chargeurs par culasse de 6 pouces sur de nouveaux supports. Un seul château remplace l'ancienne dunette.
Après le radoub, le Comus est remis en service le 6 avril 1886 pour le service sur la station d'Amérique du Nord et des Antilles. Le navire transporte des scientifiques pour observer l'éclipse solaire du 22 décembre 1889 au large de l'Afrique occidentale, l'astronome Stephen Joseph Perry meurt à bord du navire des suites d'une dysenterie contractée à terre.
En 1891, il retourne en Grande-Bretagne et est de nouveau réaménagé et réarmé. Le 1er octobre 1895, il est remis en service dans le Pacifique et, à la fin de l'année, rend compte des phares érigés par le Chili dans le détroit de Magellan. Il salue Alcatraz à son arrivée à San Francisco le 5 octobre 1896 alors qu'il est sous le commandement du capitaine H. H. Dyke. En 1897, le Comus sauve des marins naufragés à Clipperton en juillet, fait escale à Honolulu en septembre et visite Pitcairn dans le Pacifique sud en novembre. Le navire rentre après chez lui pour être mis en réserve.
Plus tard en 1898, le navire est réaffecté à la station d'Amérique du Nord et des Antilles. Le Comus est dans la protection des pêcheries et est à Halifax, en Nouvelle-Écosse en 1899 et aux Antilles près de Trinidad au début des années 1900 sous le commandement du capitaine George Augustus Giffard. Fin février 1900, on lui ordonne de retourner en Grande-Bretagne, où ses officiers et son équipage sont remis au HMS Charybdis, qui prend la place du Comus à la station d'Amérique du Nord et des Antilles. Sur le chemin du retour, il visite les Açores en mars 1900.
Le Comus est retiré ensuite et démonté en 1902. Le navire est vendu le 17 mai 1904 pour 3 625 £ et démoli à Barrow par Thos. W. Ward (en).